# Live! @ The Granada Theater
Live! @ The Granada Theater es la grabación final de la banda The Get Up Kids, anunciando el mismo día del concierto que sería el último show de la banda, cerrando diez años. El álbum contiene canciones de toda su carrera, con sus éxitos de sus álbumes Four Minute Mile y Something To Write Home About, además de otras canciones de otras versiones.
El álbum fue grabado en vivo en el "Granada Theater" en Lawrence, Kansas el 7 de enero, del 2005, presentándose como "show del décimo aniversario".

## Lista de canciones
1. "Coming Clean"
2. "One You Want"
3. "Holiday"
4. "Action & Action"
5. "Stay Gone"
6. "Woodson"
7. "Martyr Me"
8. "I'm a Loner Dottie, I'm a Rebel"
9. "Mass Pike"
10. "Campfire Kansas"
11. "Red Letter Day"
12. "Sick In Her Skin"
13. "No Love"
14. "Shorty"
15. "Ten Minutes"
16. "I'll Catch You"
17. "Don't Hate Me"
18. "Is There A Way Out?"

## Personal
- James Dewees - Teclado, voz
- Robert Pope - Bajo
- Ryan Pope - Batería
- Matt Pryor - Guitarra, voz
- Jim Suptic - Guitarra, voz

- Datos: Q6654343